# 梅养正
梅养正（1929年11月—2013年12月28日），河南荥阳人，中华人民共和国政治人物。
早年加入中国国民党革命委员会，毕业于中原大学、北京政法学院，1985年，任河南省经济律师事务所主任。任第七届、第八届河南省政协副主席。